# Arne Steneborn
Hugo Arne Steneborn, född den 2 juni 1921 i Stockholm, död den 8 augusti 2006 i Växjö, var en svensk ämbetsman.
Steneborn avlade studentexamen 1944, juris kandidatexamen 1948, blev politices magister 1951 och filosofie licentiat vid Stockholms högskola 1955. Han var postexpeditör med mera inom Postverket 1939–1948 samt amanuens och byråsekreterare med mera inom Överståthållareämbetet 1948–1959. Steneborn blev tillförordnad länsassessor i Uppsala län 1959 och biträdande taxeringsintendent i Malmöhus län 1960. Han var förste länsassessor där 1962–1967, landskamrerare i Västerbottens län 1968–1971 och länsråd i Kronobergs län 1971–1986. Steneborn var ledamot, sakkunnig, expert eller sekreterare i statliga utredningar 1956–1971 och tjänstgjorde i Finansdepartementet 1960–1963. Han publicerade Beskattning av gåva (1956) och Sjömansbeskattningen (tillsammans med andra, 1958). Steneborn blev riddare av Nordstjärneorden 1969 och kommendör av samma orden 1974.